# Gary the Rat
Gary the Rat è una serie televisiva animata statunitense del 2003, creata da Mark e Robb Cullen e animata da Spike Animation Studios. La serie è stata prodotta da Grammnet Productions e Cheyenne Enterprises e distribuita da Viacom.
La serie nasce originariamente nel 2000 da eStudio (successivamente ristrutturato come BLITZ) inizialmente come webserie per Mediatrip.com e consisteva di 13 episodi programmati in Adobe Flash che includevano un gioco per occupare lo spettatore mentre l'episodio veniva caricato nello sfondo del sito web.
La serie è stata trasmessa per la prima volta negli Stati Uniti su Spike TV dal 26 giugno all'11 dicembre 2003. In Italia la serie è stata trasmessa su Fox dall'8 settembre al 1º dicembre 2004.

## Trama
L'avvocato Gary Andrews scopre una sera di essersi trasformato improvvisamente in un ratto antropomorfo, assumendone i punti di forza di questo animale: riflessi veloci, olfatto potente, ed una forte coda con cui attaccare.

## Episodi

### Webisodi
| n° | Titolo originale      | Titolo italiano | Pubblicazione USA | Prima TV Italia |
| -- | --------------------- | --------------- | ----------------- | --------------- |
| 1  | Manrattan Part 1      | Manrattan       | 2000              | 2004            |
| 2  | Manrattan Part 2      | Manrattan       | 2000              | 2004            |
| 3  | Manrattan Part 3      | Manrattan       | 2000              | 2004            |
| 4  | Cats Part 1           | Gatti           | 2000              | 2004            |
| 5  | Cats Part 2           | Gatti           | 2000              | 2004            |
| 6  | King of Rats Part 1   | Re dei topi     | 2000              | 2004            |
| 7  | King of Rats Part 2   | Re dei topi     | 2000              | 2004            |
| 8  | Rat Hero Part 1       | Topo eroe       | 2000              | 2004            |
| 9  | Rat Hero Part 2       | Topo eroe       | 2000              | 2004            |
| 10 | The Hamptons Part 1   | Gli Hampton     | 2000              | 2004            |
| 11 | The Hamptons Part 2   | Gli Hampton     | 2000              | 2004            |
| 12 | The Blind Date Part 1 | Gli Hampton     | 2000              | 2004            |
| 13 | The Blind Date Part 2 | Gli Hampton     | 2000              | 2004            |

### Episodi
| n° | Titolo originale         | Titolo italiano            | Prima TV USA      | Prima TV Italia   |
| -- | ------------------------ | -------------------------- | ----------------- | ----------------- |
| 1  | Manratten                | La mutazione               | 26 giugno 2003    | 8 settembre 2004  |
| 2  | Inherit the Cheese       | La mamma è sempre la mamma | 3 luglio 2003     | 15 settembre 2004 |
| 3  | Spring of Love           | Festa di primavera         | 10 luglio 2003    | 22 settembre 2004 |
| 4  | Rat Day Afternoon        | Padre e figlio             | 17 luglio 2003    | 29 settembre 2004 |
| 5  | Mergers and Acquisitions | Vicini di casa             | 24 luglio 2003    | 6 ottobre 2004    |
| 6  | Old Flame                |                            | 31 luglio 2003    | 13 ottobre 2004   |
| 7  | The Reunion              | Festa di classe            | 7 agosto 2003     | 20 ottobre 2004   |
| 8  | Sleeps with the Fishes   |                            | 14 agosto 2003    | 27 ottobre 2004   |
| 9  | Strange Bedfellows       | Vicini di casa             | 28 settembre 2003 | 3 novembre 2004   |
| 10 | This is Not a Pipe       | La mamma rapita            | 5 ottobre 2003    | 10 novembre 2004  |
| 11 | Catch Me if You Can      | Il pilota bugiardo         | 25 novembre 2003  | 17 novembre 2004  |
| 12 | Future Ex-Wife           | La futura ex-moglie        | 2 dicembre 2003   | 24 novembre 2004  |
| 13 | A Good Execution         | Un difficile dilemma       | 11 dicembre 2003  | 1º dicembre 2004  |

## Personaggi e doppiatori

### Personaggi principali
- Gary "The Rat" Andrews, voce originale di Kelsey Grammer, italiana di Marco Mete.
- Johnny Bugz, voce originale di Robb Cullen, italiana di Roberto Stocchi.
- Truman Pinksdale, voce originale di Spencer Garrett, italiana di Antonio Sanna.
- Jack Harrison, voce originale di Billy Gardell, italiana di Pietro Biondi.

### Personaggi secondari
- Cassandra Harrison, voce originale di Brooke Shields.
- Betty, voce originale di Camille Grammer.
- Steele, voce originale di John Mahoney.
- Addison, voce originale di David Hyde Pierce.

## Accoglienza
Kevin McDonough di United Media ha dato alla serie una recensione negativa, elogiando i doppiatori ma definendola priva di comicità. Phil Gallo di Daily Variety ha puntualizzato sulla serietà del primo episodio, affermando inoltre che il personaggio di Grammer era un derivato di Frasier Crane. Dopo aver recensito con una stella su quattro, Dean Johnson di Boston Herald ha criticato il primo episodio come poco divertente, domandandosi sull'impatto nella demografia di Spike.
Una recensione più favorevole è arrivata da Rob Owen del Pittsburgh Post-Gazette, ammirando l'interpretazione di Grammer per il protagonista e il fatto che fosse il "meno rozzo" dei tre cartoni animati in onda su Spike all'epoca (Ren and Stimpy: Adult Party Cartoon e Stripperella). Matthew Williams di Toon Zone ha dato una recensione mista, criticando il prolungamento di alcune scene presenti negli episodi ma elogiando Grammer per aver "salvato la serie dalla mediocrità" e considerando alcune sue battute divertenti.